# مهدی هادوی
مهدی هادوی (زاده ۱۳۰۵ – درگذشته ۳ مهر ۱۴۰۰) قاضی و وکلای دادگستری ایرانی بود که بعد از انقلاب اولین «دادستان کل انقلاب»، «رئیس دادگاه عالی انتظامی قضات» و «عضو شورای نگهبان» شد.

## تولد و تحصیلات
مهدی هادوی در سال ۱۳۰۵ در تهران به دنیا آمد و علاوه بر تحصیل در دانشکده حقوق و علوم سیاسی دانشگاه تهران دارای اجازه اجتهاد شیخ عبدالنبی عراقی بود.

## فعالیت‌های قضایی و حقوقی
هادوی پس از اتمام تحصیلات حقوق وارد دادگستری شده و هم بعد و هم قبل از انقلاب در زمینه‌ها حقوقی و قضائی در شهر تهران و قم فعال بود.

### قبل از انقلاب
او در زمان حکومت پهلوی در سمت‌های گوناگون قضائی فعالیت می‌کرد و در جریان اوایل دهه چهل ریاست دادگستری شهر قم را برعهده داشت. او در برابر محاکمه و تبعید روح‌الله خمینی به تهران مقاومت کرده و در نتیجه از سمت خود معزول به دادگستری تهران منتقل می‌شود.

## دادستانی کل انقلاب[۴]
هادوی در ۹ اسفند ۱۳۵۷ با حکم رهبر جمهوری اسلامی به سمت دادستانی کل انقلاب منصوب شد.

## اختلاف با دانشگاه آزاد اسلامی
هادوی پس از تأسیس دانشگاه آزاد اسلامی و در زمان مدیریت عبدالله جاسبی ۲ میلیون مترمربع از املاک موروثی خود را به این دانشگاه هبه کرد. در مجاورت آن زمین، زمین دیگری به مساحت ۱۴۰ هزار مترمربع، که باغ شخصی و محل سکونت مهدی هادوی در آن قرار داشته و ادعا می‌شود متعلق وی بوده، مورد تعرض دانشگاه آزاد قرار گرفته و موجب اختلاف می‌شود. این ادعا توسط افراد مختلفی از جمله مهدی هادوی، فرزندان وی، علیرضا زاکانی و دیگران مطرح شده. همچنین نقش پررنگ دکتر جاسبی در این تخلفات نیز مطرح شده‌است. البته این زمین‌ها موروثی بوده و جد مادری ایشان، حاج علی تاجر بلور فروش کاشانی، که مالک تیمچه بلورفروشها بوده آنجا را فروخته و املاک حصارک را از مشهدی کاظم تبریزی خریداری می‌کند که تمام مدارک آن موجود است پس از فوت حاج علی در سال‌های بین ۱۳۲۰ الی ۱۳۳۰ انحصار وراثت انجام می‌شود. پلاک ۲۴۰ که منزل شخصی هادوی از سال ۱۳۴۷ آنجا می‌باشد حدود سال ۱۳۵۰ از طرف مادرشان به ایشان واگذار می‌شود.
از جمله مستنداتی که به جزئیات این اختلافات می‌پردازد می‌توان مستند «مافیای آزاد» را ذکر کرد

## حوادث ۱۳۸۸
در جریان حوادث بعد از انتخابات ۱۳۸۸ فرزند او محمدامین هادوی و نوه اش دستگیر شدند که در نهایت امر فرزند او به ۶ سال حبس محکوم که بعد از پایان دوره حبس در سال ۱۳۹۵ آزاد شد. هادوی در زمان حبس فرزندش در سال ۱۳۸۹ طی نامه‌ای به رفتارهای انجام شده با فرزندش محمدامین هادوی به شدت اعتراض کرد. در پی محکومیت محمدامین هادوی به حبس ابراهیم یزدی و سیدمحمد خاتمی با حضور در خانه و دیدار با مهدی هادوی از او دلجویی کردند.